# Sân bay Burgas
Sân bay quốc tế Burgas (Bourgas) (IATA: BOJ, ICAO: LBBG), (tiếng Bulgaria: Летище Бургас, Letishte Burgas) cũng gọi là Sân bay Sarafovo, là sân bay ở Burgas (Bourgas), Bulgaria.
Năm 2007, sân bay này phục vụ 1.949.198 lượt khách và có 16.114 lượt chuyến cất hạ cánh.

## Các hãng hàng không và các tuyến điểm

### Các hãng bay theo lịch trình
- Aer Lingus (Dublin) [bắt đầu ngày 11 tháng 6]
- Austrian Airlines (Vienna) seasonal
- Bulgaria Air (Sofia)
- Germanwings (Berlin-Schönefeld [tiếp tục ngày 24 tháng 5], Cologne/Bonn) [tiếp tục ngày 24 tháng 5]
- Luxair (Luxembourg)
- Norwegian Air Shuttle (Oslo)
- Sterling Airlines (Copenhagen, Gothenburg [starts 28 May], Stockholm-Arlanda)
- Wizz Air (Budapest [resumes 09 June], Katowice-Krakow [resumes 09 June], London-Luton, Warsaw [resumes 09 June])

### Các hãng thuê beo
- Air Finland (Helsinki, Jyväskylä, Oulu, Pori)
- Air Via (Bodo, Berlin-Schönefeld, Cork, Erfurt, Paris, Lisbon, Leipzig, Hannover, Tromso)
- Airlines 400 (Moscow-Vnukovo)
- Arkefly (Amsterdam)
- Atlant-Soyuz Airlines (Moscow-Vnukovo)
- Aviajet (Dublin)
- Belavia (Minsk)
- BH Air (Alta, Bodo, Varna, Sofia, Plovdiv, Belfast, Birmingham, Bristol, Cardiff, Doncaster/Sheffield, Durham Tees Valley, East Midlands, Edinburgh, Evenes, Exeter, Glasgow-International, Humberside, Leeds/Bradford, Liverpool, Ljubljana, London-Gatwick, London-Stansted, Manchester, Newcastle, Billund, Copenhagen, Evenes, Lulea, Kristiansund, Norrkoping, Orebro, Borlange, Sundsvall, Tromsø, Tel Aviv, Umea, Visby)
- Bulgaria Air (Dublin, London-Gatwick, St. Petersburg)
- Bulgarian Air Charter (Berlin-Schönefeld, Debrecen, Tatry)
- Condor Airlines (Berlin-Schönefeld, Bremen, Cologne/Bonn, Düsseldorf, Frankfurt, Hamburg, Hannover, Leipzig/Halle, Munich, Nuremberg, Stuttgart)
- EL AL (Tel Aviv)
- Finnair (Helsinki, Kuopio, Oulu, Tampere, Vaasa)
- Flightline (Dublin)
- Futura Gael (Cork)
- Iceland Express (Keflavík)
- JetX Airlines (Dublin)
- Jetairfly (Brussels)
- LatCharter (Riga)
- Novair (Gothenburg, Oslo, Stockholm-Arlanda)
- Rossiya (St. Petersburg)
- S7 Airlines (Moscow-Domodedovo, Novosibirsk)
- SAS (Alborg, Bergen, Billund, Copenhagen, Malmo, Oslo, Stavanger, Trondheim)
- Thomas Cook Airlines (Glasgow-International, London-Gatwick, Manchester)
- Thomsonfly (Birmingham, Cardiff, Doncaster/Sheffield, East Midlands, Glasgow-International, London-Gatwick, London-Luton, Manchester, Newcastle)
- transavia.com (Amsterdam)
- TUIfly Nordic (Goteborg, Luleå, Oslo, Stockholm)
- Ural Airlines (Yekaterinburg)